# Renault Primaquatre
Primaquatre é um carro da Renault.
Foi o último carro a ser feito antes da morte de Louis Renault.
Foi produzido de 1931 a 1941.